# Municipio de Turkey Creek (condado de Franklin)
El municipio de Turkey Creek (en inglés: Turkey Creek Township) es un municipio ubicado en el condado de Franklin en el estado estadounidense de Nebraska. En el año 2010 tenía una población de 152 habitantes y una densidad poblacional de 1,63 personas por km².

## Geografía
El municipio de Turkey Creek se encuentra ubicado en las coordenadas 40°2′36″N 99°7′1″O / 40.04333, -99.11694. Según la Oficina del Censo de los Estados Unidos, el municipio tiene una superficie total de 93.24 km², de la cual 93,18 km² corresponden a tierra firme y (0,07 %) 0,07 km² es agua.

## Demografía
Según el censo de 2010, había 152 personas residiendo en el municipio de Turkey Creek. La densidad de población era de 1,63 hab./km². De los 152 habitantes, el municipio de Turkey Creek estaba compuesto por el 94,74 % blancos, el 0,66 % eran asiáticos y el 4,61 % eran de una mezcla de razas. Del total de la población el 0 % eran hispanos o latinos de cualquier raza.